# Seduta Sella
Sella è una seduta progettata nel 1957 da Achille & Pier Giacomo Castiglioni e prodotta, a partire dal 1983 dall'azienda italiana d'arredamento Zanotta. È considerata uno dei prodotti simbolo del design italiano che contribuisce al successo Made in Italy; fa infatti parte della collezione permanente del Triennale Design Museum. Tutta la seduta è realizzata con elementi industriali rifacendosi alla composizione dadaista del Ready-made.

## Storia
Lo sgabello è nato come sgabello per telefono, ancora quando negli anni ’50 la maggior parte dei telefoni erano collocati sulle pareti e li si utilizzava principalmente stando in piedi. 
Sella è stata presentata per la prima volta da Achille e Pier Giacomo Castiglioni alla mostra “Colori e forme nella casa d’oggi”, a Villa Olmo, a Como, nel 1957. 
Tutta la seduta è realizzata con elementi industriali rifacendosi alla composizione dadaista del Ready-made, cioè la decontestualizzazione di un oggetto.

## Descrizione

### Caratteristiche
Lo sgabello è realizzato con elementi industriali: una vera sella di bicicletta in cuoio nera, fissata con un morsetto a leva da un’asta in acciaio verniciato di colore rosa. La base (diametro 33 cm) è composta da un basamento a mezza sfera in fusione di ghisa. La seduta si sviluppa in un’altezza di 71 cm estensibile.
Oltre alla esplicita allusione al mondo ciclistico (anche il colore rosa richiama il Giro d'Italia), Sella riprende il sedile del mungitore, solitamente costituito da una semplice seduta con un unico punto di appoggio.
| larghezza totale | 330 mm |
| altezza totale   | 710 mm |

### Caratteristiche plastiche
Sella è caratterizzata da elementi policromi: il colore nero e opaco del sellino e della base è in contrasto con l'asta d'acciaio rosa e lucida. La base è semisferica, orizzontale e pesante, in netta contrapposizione alla verticalità e leggerezza dell’asta. La base è anche l’elemento che renderebbe instabile l’intera seduta, ma l'asta verticale assieme alle gambe di chi ne usufruisce la rendono stabile.

### Grado di codifica
Sella dei fratelli Castiglioni si può considerare un oggetto iconico, in quanto presenta elementi immediatamente riconoscibili e connessi all’esperienza passata vissuta nel quotidiano, come il sellino e il palo, riconducibili ad una bicicletta. Utilizza quindi riferimenti culturali già esistenti, caratteristica propria del Ready-made. Per questo si può considerare un oggetto ipercodificato, ovvero un artefatto sottoposto a un gioco di citazioni che richiamano una corrente artistica ed elementi che hanno una funzione e un significato ben specifico, assimilato nell’esperienza e nel sapere comune. Il carattere simbolico dell’oggetto è evidenziato dalla presenza del colore rosa nell'asta della sella che rimanda sia alla maglia del vincitore del Giro d'Italia, sia alle pagine della Gazzetta dello Sport.

### Valorizzazione
La seduta, essendo un appoggio scomodo, vincola l’utente ad utilizzarla per un breve lasso di tempo. Il vero uso dello sgabello è manifestato soltanto dal sellino mentre tutti gli altri componenti indicano instabilità, ciò lo rende un oggetto poco intuitivo. Dall’esperienza passata, una forma sferica come base e un'unica asta di sostegno non danno senso di sicurezza ed equilibrio. La struttura non statica garantisce però libertà di movimento, rinvia all’attività fisica e al valore dello sport inteso come fonte di divertimento: questo è rispecchiato nella forma della Sella e nel suo colore. In questo oggetto i designer si sono concentrati sulla valorizzazione esistenziale piuttosto che sulla valorizzazione pragmatica, non è quindi concepito per essere una seduta comoda, ma per trasmettere un senso di unicità e identità in un determinato contesto sociale. L'oggetto è acquistato non tanto per la sua funzione quanto per il suo design, ne deriva quindi il suo ruolo di status symbol ed il prezzo elevato accessibile solamente ad un target di nicchia.

### Esposizioni
Sella fa parte di numerose collezioni e musei internazionali, tra cui:
- Kunstgewerbemuseum, Berlino, Germania
- Fondazione Triennale design Museum, Milano, Italia[8]
- Vitra Design Museum, Weil am Rhein - Germania
- Musée National d'Art Moderne, Parigi, Francia